# Natura 2000-område nr. 133 Gribskov, Esrum Sø og Snævret Skov
Natura 2000-område nr. 133 Gribskov, Esrum Sø og Snævret Skov ligger i morænelandskabet nord for Hillerød. Natura 2000-området omfatter et stort, sammenhængende naturområde med landets fjerdestørste skov, Gribskov og Danmarks næststørste sø, Esrum Sø. Natura 2000-området består af habitatområderne nr. H117 og H190 og fuglebeskyttelsesområde nr. F108, har et areal på 7.904 hektar og det meste af området er statsejet (7.039 ha) og er den centrale del af Nationalpark Kongernes Nordsjælland.

## Områdebeskrivelse
Selve Gribskov ligger på en gammel israndslinje med randmoræner (grusaflejringer) fra den seneste istid, og er kuperet og afvekslende. Morænevoldene ses som bakkedrag fra nord til syd, og i fordybningerne mellem dem ligger en del søer og mange små og større åbne arealer af især moser. I Natura 2000-områdets udkanter indgår åbent landskab med åer og ofte mere næringsrige moser og søer.
I skoven yngler bl.a. sortspætte og hvepsevåge og fåtalligt også rød glente og fiskeørn. I
skovlysninger og andre mere åbne naturområder desuden rødrygget tornskade. Skoven rummer
også en del voksesteder for det sjældne mos grøn buxbaumia; især på blottet morbund på f.eks.
skrænter langs skovveje, men stedvist også på dødt ved.
Natura 2000-området består af Habitatområdeerne nr. H 114 og
ligger i Fredensborg-, Gribskov-, Hillerød- og Helsingør Kommuner i Vandområdedistrikt II Sjælland i vandplanoplandene 2.2 Isefjord og Roskilde Fjord og 2.3 Øresund  Roskilde Fjord og Isefjord

## Fredninger
Området omfatter en del større og mindre fredede arealer, der tilsammen omfatter ca. 344 ha. Indenfor Natura 2000-området udgøres de væsentligste fredninger af det privatejede
forskningsreservat ved Strødam, arealer mellem Gribskov og Bendstrup, samt arealer ved
Møllekrogen og Stenholt Mølle ved syd-enden af Esrum Sø.

## Eksterne kilder og henvisninger
1. ↑  "Vandplan 2.2 Isefjord og Roskilde Fjord" (PDF). Arkiveret fra originalen (PDF) 12. august 2018. Hentet 25. januar 2019.
2. ↑  "Vandplan 2.3 Øresund" (PDF). Arkiveret fra originalen (PDF) 12. august 2018. Hentet 25. januar 2019.
3. ↑  Om Strødam Naturreservat på fredninger.dk
4. ↑  Om Møllekrogen og Stenholt Mølle på fredninger.dk

- Kort over området på miljoegis.mim.dk
- Naturplanen Arkiveret 26. januar 2019 hos  Wayback Machine
- Basisanalysen 2016-21 Arkiveret 26. januar 2019 hos  Wayback Machine